# Raimundo Sandoval
Raimundo E. Sandoval  (ur. ?) – argentyński piłkarz grający podczas kariery na pozycji napastnika.

## Kariera klubowa
Raimundo Sandoval piłkarską karierę rozpoczął w Atlético Concepción Tucumán w latach 30. W 1939 został zawodnikiem CA Tigre. W latach 1943-1952 występował w CA Platense. W lidze argentyńskiej rozegrał 265 spotkań, w których zdobył 45 bramek.

## Kariera reprezentacyjna
W reprezentacji Argentyny Sandoval występował w 1942. W reprezentacji zadebiutował 10 stycznia 1942 w wygranym 4-3 meczu w Mistrzostwach Ameryki Południowej z Paragwajem, na których Argentyna zajęła drugie miejsce. Debiut uczcił bramką w 9 min. otwierającą wynik spotkania. Na turnieju w Urugwaju wystąpił jeszcze w meczu z Urugwajem, który był jego ostatnim meczem w reprezentacji. 
| Mecze i gole w reprezentacji | Mecze i gole w reprezentacji | Mecze i gole w reprezentacji | Mecze i gole w reprezentacji | Mecze i gole w reprezentacji | Mecze i gole w reprezentacji | Mecze i gole w reprezentacji |
| #                            | Data                         | Miasto                       | Przeciwnik                   | Gol                          | Wynik                        | Rozgrywki                    |
| ---------------------------- | ---------------------------- | ---------------------------- | ---------------------------- | ---------------------------- | ---------------------------- | ---------------------------- |
| 1.                           | 10.01.1942                   | Montevideo                   | Paragwaj                     | Gol                          | 4:3                          | Copa América                 |
| 2.                           | 07.02.1942                   | Montevideo                   | Urugwaj                      |                              | 0:1                          | Copa América                 |